# Marcos Vinicios
Marcos Vinicios Lopes Moura, conosciuto anche come Sorriso (Natal, 23 febbraio 2001), è un calciatore brasiliano, attaccante del Famalicão.

## Caratteristiche tecniche
È un'ala destra.

## Carriera
Cresciuto nel settore giovanile della Juventude, debutta in prima squadra il 2 marzo 2021 in occasione dell'incontro del Campionato Gaúcho perso 1-0 contro l'Internacional.
Nell'estate del 2024 si trasferisce in prestito al Famalicão, club della prima divisione portoghese.

## Statistiche
Statistiche aggiornate al 16 maggio 2025.

### Presenze e reti nei club
| Stagione             | Squadra              | Campionato           | Campionato | Campionato | Coppe nazionali | Coppe nazionali | Coppe nazionali | Coppe continentali | Coppe continentali | Coppe continentali | Altre coppe | Altre coppe | Altre coppe | Totale | Totale | Totale |
| Stagione             | Squadra              | Comp                 | Pres       | Reti       | Comp            | Pres            | Reti            | Comp               | Pres               | Reti               | Comp        | Pres        | Reti        | Pres   | Reti   |        |
| -------------------- | -------------------- | -------------------- | ---------- | ---------- | --------------- | --------------- | --------------- | ------------------ | ------------------ | ------------------ | ----------- | ----------- | ----------- | ------ | ------ | ------ |
| 2021                 | Juventude            | PD/RS+A              | 12+36      | 2+2        | CB              | 2               | 0               | -                  | -                  | -                  | -           | -           | -           | 50     | 4      |        |
| 2022                 | RB Bragantino        | A1/SP+A              | 9+31       | 0+2        | CB              | 1               | 0               | CL                 | 5                  | 0                  | -           | -           | -           | 46     | 2      |        |
| 2023                 | RB Bragantino        | A1/SP+A              | 14+23      | 2+2        | CB              | 2               | 0               | CS                 | 7                  | 5                  | -           | -           | -           | 46     | 9      |        |
| Totale RB Bragantino | Totale RB Bragantino | Totale RB Bragantino | 23+54      | 2+4        |                 | 3               | 0               |                    | 12                 | 5                  |             | -           | -           | 92     | 11     |        |
| gen.-giu. 2024       | Famalicão            | PL                   | 15         | 1          | CP+CdL          | -               | -               | -                  | -                  | -                  | -           | -           | -           | 15     | 1      |        |
| 2024-2025            | Famalicão            | PL                   | 29         | 8          | CP+CdL          | 0               | 0               | -                  | -                  | -                  | -           | -           | -           | 29     | 8      |        |
| Totale Famalicão     | Totale Famalicão     | Totale Famalicão     | 44         | 9          |                 | 0               | 0               |                    | -                  | -                  |             | -           | -           | 44     | 9      |        |
| Totale carriera      | Totale carriera      | Totale carriera      | 169        | 19         |                 | 5               | 0               |                    | 12                 | 5                  |             | -           | -           | 186    | 24     |        |